# 伯努瓦·阿苏-埃科托
伯努瓦·阿苏-埃科托（法語：Benoît Assou-Ekotto，法語發音：[bənwa asu ekɔto]；1984年3月24日—），喀麥隆足球運動員，司職後衛。

## 生平
這名球員雖然是喀麥隆人，但在法國出生，曾在法甲聯賽球會朗斯效力，在2005-06年球季38場法甲聯賽上陣34場。2006年夏季他轉投英超球會熱刺，轉會費沒有披露，一般估計是350萬英鎊。

## 榮譽
熱刺
- 英格蘭聯賽盃亞軍：2008/09年；
- 巴克莱英超亚洲杯：2009年；

朗斯
- 歐洲足協圖圖盃：2005年；

## 外部連結
- 熱刺官網簡歷（页面存档备份，存于）
- 足球数据库：阿蘇艾確圖的球员统计数据